# Петрешть (комуна, Сату-Маре)
Петрешть, Петрешті (рум. Petrești) — комуна у повіті Сату-Маре в Румунії. До складу комуни входять такі села (дані про населення за 2002 рік):
- Діндештіу-Мік (268 осіб)
- Петрешть (1415 осіб) — адміністративний центр комуни

Комуна розташована на відстані 454 км на північний захід від Бухареста, 43 км на південний захід від Сату-Маре, 131 км на північний захід від Клуж-Напоки.

## Населення
За даними перепису населення 2002 року у комуні проживали 1683 особи.
Національний склад населення комуни:
| Національність   | Кількість осіб | Відсоток |
| ---------------- | -------------- | -------- |
| угорці           | 794            | 47,2%    |
| німці            | 530            | 31,5%    |
| румуни           | 199            | 11,8%    |
| цигани           | 159            | 9,4%     |
| росіяни-липовани | 1              | 0,1%     |

Рідною мовою назвали:
| Мова      | Кількість осіб | Відсоток |
| --------- | -------------- | -------- |
| угорська  | 1229           | 73,0%    |
| німецька  | 241            | 14,3%    |
| румунська | 213            | 12,7%    |

Склад населення комуни за віросповіданням:
| Релігія        | Кількість осіб | Відсоток |
| -------------- | -------------- | -------- |
| римо-католики  | 1417           | 84,2%    |
| православні    | 107            | 6,4%     |
| реформати      | 72             | 4,3%     |
| не релігійні   | 55             | 3,3%     |
| греко-католики | 23             | 1,4%     |
| унітарії       | 3              | 0,2%     |

## Зовнішні посилання
- Дані про комуну Петрешть на сайті Ghidul Primăriilor